# 小行星5716
小行星5716（英語：5716 Pickard）是一颗围绕太阳公转的小行星。1982年10月17日，愛德華·鮑威爾在可可尼诺县发现了此天体。
这颗小行星的绝对星等为147.0225930165881等。